# Рой Макфарланд
Рой Лесли Макфарланд (на английски: Roy Leslie McFarland) е бивш английски футболист и треньор. Роден е на 5 април 1948 г. в град Ливърпул. Играл като централен защитник. Най-забележителният период в неговата кариера са изиграните за „Дарби Каунти“ 434 мача (с отбелязани 44 гола). За националния отбор на своята страна е изиграл 28 мача през периода 1971-1977 г.